# Włodzimierz Wróbel
Włodzimierz Piotr Wróbel (ur. 7 września 1963 w Krakowie) — polski prawnik, profesor nauk społecznych, nauczyciel akademicki Uniwersytetu Jagiellońskiego, od 2011 sędzia Izby Karnej Sądu Najwyższego RP, kierownik Katedry Prawa Karnego UJ.

## Życiorys
W 1987 ukończył studia prawnicze na Wydziale Prawa i Administracji UJ i w tym samym roku rozpoczął pracę w Katedrze Prawa Karnego UJ. W latach 1987–1989 odbył aplikację sądową zakończoną pozytywnie zdanym egzaminem sędziowskim. W okresie 1989–1994 pełnił funkcję sekretarza Zespołu Prawa Karnego Materialnego Komisji Kodyfikacyjnej przy Ministrze Sprawiedliwości. W 1992 na podstawie napisanej pod kierunkiem Andrzeja Zolla rozprawy pt. Znamiona normy sankcjonowanej i sankcjonującej w przepisie prawa karnego uzyskał stopień naukowy doktora nauk prawnych. W 2003 przedstawił rozprawę pt. Zmiana normatywna i zasady intertemporalne w prawie karnym i uzyskał stopień naukowy doktora habilitowanego. W 2019 prezydent Andrzej Duda nadał mu tytuł profesora nauk społecznych.
W latach 1991–2003 był asystentem sędziego w Trybunale Konstytucyjnym, a później dyrektorem Zespołu Obsługi Skargi Konstytucyjnej Trybunału Konstytucyjnego.
W okresie od 2003 do 2011 był pracownikiem Biura Studiów i Analiz Sądu Najwyższego, w 2008 był członkiem zespołu do spraw Konwencji o ochronie praw człowieka i godności istoty ludzkiej w odniesieniu do zastosowań biologii i medycyny przy Prezesie Rady Ministrów RP. W latach 2005–2008 kierował Uniwersytecką Poradnią Prawną UJ.
Był nauczycielem akademickim na Wydziale Prawa i Administracji Uniwersytetu Kardynała Stefana Wyszyńskiego w Warszawie oraz na Wydziale Prawa Kanonicznego UKSW.
W 2020 został wyróżniony przez Fundację Court Watch Polska tytułem „Obywatelskiego Sędziego Roku”, oraz nagrodą "Złotej Temidy" przez Wyższą Szkołę Humanitas oraz Fundację "Humanitas" w roku 2021. W roku 2021 laureat nagrody "Mentor Studenta" przyznawanej przez Samorząd Studentów UJ
Wśród wypromowanych przez niego doktorów był Tomasz Sroka.

## Pełnione funkcje
12 września 2011 został powołany przez prezydenta Bronisława Komorowskiego na sędziego Sądu Najwyższego orzekającego w Izbie Karnej. Był ekspertem parlamentarnych komisji, członkiem komisji egzaminacyjnych na aplikację adwokacką i radcowską, a także wykładowcą z zakresu prawa karnego materialnego dla sędziów i prokuratorów. W latach 2009 - 2010 zastępca przewodniczącego Rady Programowej Krajowej Szkoły Sądownictwa i Prokuratury. Członek Komisji ds. Reformy Prawa Karnego przy Prezydencie RP (2001). Członek Komisji Kodyfikacyjnej Prawa Karnego w kadencji 2004-2006 oraz 2009-2013. W kadencji 2013–2016 pełnił funkcję zastępcy przewodniczącego Komisji Kodyfikacyjnej Prawa Karnego przy Ministrze Sprawiedliwości, zaś od 27 marca 2024 r. pełni funkcję przewodniczącego Komisji Kodyfikacyjnej Prawa Karnego.  23 maja 2020 r. był jednym z pięciu kandydatów Zgromadzenia Ogólnego Sądu Najwyższego na stanowisko Pierwszego Prezesa Sądu Najwyższego, uzyskując najwyższe poparcie wśród sędziów uczestniczących w Zgromadzeniu Ogólnym sędziów SN (50 głosów na 95).
Do 2017 był członkiem rady programowej „Zeszytów Prawniczych Biura Analiz Sejmowych”, z której ustąpił powołując się na okoliczność utraty przez Biuro Analiz Sejmowych statusu niezależnej instytucji eksperckiej. Od 13 czerwca 2024 r. członek Rady Programowej miesięcznika "Prokuratura i Prawo". Od 2024 r. członek Kolegium Redakcyjnego miesięcznika "Palestra". 
Został członkiem Komisji Prawniczej Polskiej Akademii Umiejętności, członek Komitetu Nauk Prawnych Polskiej Akademii Nauk w kadencji 2024- 2027 był twórcą i kierownikiem Zakładu Bioetyki i Prawa Medycznego UJ, kierownikiem Studiów Podyplomowych Prawa Karnego Materialnego, Prawa Karnego Skarbowego i Gospodarczego, Prawa Medycznego i Bioetyki UJ.

## Publikacje
Opublikował ponad 150 prac naukowych i popularnonaukowych z zakresu prawa karnego, prawa konstytucyjnego i teorii prawa. Jest współautorem i redaktorem „Komentarza do Kodeksu Karnego” (część ogólna i szczególna — red. Andrzej Zoll) i współautorem (wspólnie z Andrzejem Zollem) wydanego w 2010 podręcznika akademickiego „Polskie prawo karne. Część ogólna”. Na kanale YouTube Katedry Prawa Karnego UJ zamieszczane są regularnie wykłady z zakresu prawa karnego prowadzone przez prof. Włodzimierza Wróbla oraz zebrania naukowe Katedry Prawa Karnego